# Fife (Washington)
Fife é uma cidade localizada no estado norte-americano de Washington, no Condado de Pierce.

## Demografia
Segundo o censo norte-americano de 2000, a sua população era de 4784 habitantes.
Em 2006, foi estimada uma população de 6456, um aumento de 1672 (34.9%).

## Geografia
De acordo com o United States Census Bureau tem uma área de
14,6 km², dos quais 14,4 km² cobertos por terra e 0,2 km² cobertos por água.

## Localidades na vizinhança
O diagrama seguinte representa as localidades num raio de 8 km ao redor de Fife.